# Robert Adams (marinheiro)
Robert Adams (nascido em c. 1781) era um marinheiro americano de 25 anos que alegou estar escravizado no Norte da África por três anos, de 1810 a 1814. Durante esse período, ele alegou ter visitado Tombuctu, o que o tornaria o primeiro ocidental a chegar à cidade, embora sua narrativa seja duvidosa. Após sua libertação declarada e seu retorno à Europa, a história de Adams foi publicada em dois relatos muito editados e divergentes, principalmente The Narrative of Robert Adams em 1816.
Como sua história foi sancionada por alguns dos homens mais ilustres da Inglaterra, incluindo membros do governo, que tinham um interesse financeiro notável na África, suas narrativas ganharam credibilidade apesar de "seus absurdos mais flagrantes".
Amplamente citado como um exemplo de escravidão branca, e tendo inspirado Robinson Crusoé hoje, os dois relatos são amplamente conhecidos por terem sido fabricados, emprestando à demissão da história de Adam nas discussões e gravações da história geral.

## Vida pregressa
Robert Adams era americano de ascendência mista em preto e branco. Estava escrito que ele "nasceu no rio de Nova York, onde seu pai morava quando deixou a América"; e que sua mãe era mulata. No entanto, não há registro de um homem com nenhum de seus pseudônimos conhecidos ou com sua descrição geral em Hudson durante esse período. Joseph Dupuis, o cônsul britânico em Mogador que acabou resgatando Adams, escreveu sobre a aparição de Adams:
"A aparência, feições e vestimenta desse homem...se assemelhavam perfeitamente aos de um árabe, ou melhor, um shilluh, com a cabeça raspada e a barba escassa e preta, que tive dificuldade em acreditar que ele era um cristão."
Dupuis escreveu que Adams deixou a América para evitar ser processado por se recusar a legitimar seu relacionamento com uma jovem. No entanto, nada mais se sabe sobre sua infância até 1810, quando, sob o nome "Benjamin Rose", ele embarcou no navio Charles como marinheiro mercante. Enquanto ele usava o nome "Benjamin Rose" que antecedeu seu período no Charles, ele recebeu o nome exclusivo "Robert Adams", após sua libertação da escravidão. Não se sabe qual, se um desses nomes era o seu nome real, embora na época não fosse incomum que os marinheiros, especialmente os "marinheiros angustiados", mudassem seus nomes.

## Aventura

### Naufrágio
Como Adams relata em sua Narrativa, o navio partiu de Nova York em 17 de junho de 1810 (ou 7 de maio de 1810, como ele relatou em Cádiz) liderado pelo capitão John Horton. O navio, carregando farinha, arroz e provisões salgadas, estava ligado a Gibraltar.
Junto com Adams, a equipe incluiu Stephen Dolbie (companheiro), Thomas Williams, Martin Clarke, Unis Newsham, Nichofas (um sueco), John Stephens, John Matthews e James Davison.
Adams afirmou que, depois de 26 dias, o navio chegou a Gibraltar, onde a carga foi descarregada. Lá, a equipe adicionou outro tripulante, Unis Nelson. Segundo Adams, o navio ficou em Gibraltar por cerca de um mês e prosseguiu depois que o capitão Horton decidiu ir à Ilha de Maio em busca de sal. No entanto, logo ficou claro que o capitão estava fazendo uma viagem comercial pela costa.
Depois de três semanas no mar, Adam disse que ouviu dois dos tripulantes mais velhos - Newsham e Matthews - que eram velhos e estavam na costa antes, afirmando que o capitão estava perdido. Por oito ou nove dias, depois disso, os navios lutaram contra ventos fortes até que, em 11 de outubro, por volta das 3 horas da manhã, o navio atingiu alguns recifes no Cabo Blanco... cerca de 600 quilômetros ao norte do Senegal. Apesar de dois membros da tripulação serem incapazes de nadar, nenhuma vida foi perdida.

### A vida como escravo
Quando o dia começou, Adams afirma que toda a tripulação estava cercada por um grupo de cerca de 35 mouros, que os prenderam. Felizmente, os mouros também tinham um francês preso que conseguiu se comunicar com o capitão Horton, que também falava francês. A equipe, de acordo com Adams, foi despida e forçada a cavar buracos na areia para dormir, para que pudessem se refrescar.
Adams alegou que o capitão Horton adoeceu e foi morto com uma espada pelos mouros, frustrados por não conseguirem se comunicar com ele, apesar de ter o francês como tradutor. Robert Adams disse que, após três anos sendo escravizado no norte da África, ele passou pelas mãos de pelo menos cinco proprietários diferentes.
Seus primeiros proprietários foram os mouros, que capturaram os marinheiros naufragados do Charles. Após cerca de 12 dias, após o naufrágio, Adams disse que os mouros dividiam os prisioneiros entre si, com Adams e Newsham sendo designados para cerca de vinte mouros que viajavam a pé, com quatro camelos. Ele disse que viajaram para o sudoeste, atravessando o deserto a uma taxa estimada de 20 a 30 quilômetros por dia, sob grandes dificuldades, com escassez de comida e água. Ele alegou que muitas vezes eram forçados a beber uma mistura de água e urina de camelo apenas para permanecerem vivos nas condições ressecadas.
Em um ponto da jornada, Stevens diz que seu grupo de mouros foi ultrapassado por um grupo maior de negros africanos, que tomaram os mouros e os escravos como prisioneiros, incluindo Adams. Eles novamente viajaram grandes distâncias, primeiro para a vila dos africanos. Segundo o relato de Adams, ele e um escravo português, John Stevens, 18 anos, foram levados para Timbuktu por volta de julho de 1812. Adams nunca fornece nenhum parâmetro para o cativeiro de Steven, mas expressa que eles foram tratados como convidados de honra do rei, e não como escravos, e estavam livres para circular como quisessem dentro da cidade. Eles eram considerados uma estranheza exótica pelos habitantes locais, e Adams mais tarde relata que as pessoas vinham de terras distantes para encará-los.
Eventualmente, a estadia de Adams como hóspede chegou ao fim e ele foi trocado por um grupo de mouros que vendiam tabaco. Vários dias depois de negociar, Adams partiu para o leste e, finalmente, para o norte, com seu terceiro grupo de captores. Adams sofreu sua segunda grande travessia no deserto, mais uma vez bebendo urina de camelo para sobreviver e evitar a desidratação. Eventualmente, os mouros chegaram a uma aldeia de tendas, onde Adams foi colocado para trabalhar por vários meses, cuidando de cabras e ovelhas. Em algum momento dessa fase de escravidão, o mestre de Adams prometeu levá-lo até Mogador e trocá-lo com o cônsul britânico, ajudando-o a alcançar a liberdade. No entanto, seu mestre mais tarde voltou à sua palavra e Adams se rebelou como resultado, recusando-se a cuidar dos animais. Isso irritou seu mestre, que mais tarde o vendeu para outra pessoa.
Adams afirmou que seu quarto mestre era um homem com duas esposas. Adams foi dada a uma das esposas como sua escrava pessoal. Algum tempo depois, a segunda esposa pediu a ajuda de Adams para cuidar de suas cabras. Em pagamento, ela permitiu que Adams “descansasse” em sua barraca. Esse relacionamento continuou por meses e, com o conhecimento de seu mestre sobre o assunto, Adams foi trocado por cobertores e tâmaras.
Seu quinto mestre levou-o para o norte, para um assentamento da vila, onde conheceu outros ocidentais, incluindo alguns de seus ex-companheiros do Charles. Um dos homens brancos já havia renunciado à sua fé cristã para obter liberdade e, logo depois, dois de seus companheiros de vela do Charles também renunciaram à sua fé. Pouco tempo depois, o cônsul britânico, Joseph Dupuis, resgatou Adams, garantindo assim sua liberdade.

### Liberdade
Depois de trocar por Adams, o cônsul britânico Dupuis o levou primeiro a Agadir, depois a Mogador, onde Adams ficou por quase sete meses. Foi aqui que ele apareceu pela primeira vez no registro histórico, com a data de 6 de outubro de 1813. A partir daqui, ele foi enviado para o norte, para Tânger, para o cônsul-geral americano, James Simpson.
Depois disso, Adams navegou para Cádiz, na Espanha, onde esperava se conectar com um navio que seguisse para os Estados Unidos. Infelizmente, ele chegou dois dias atrasado. Lá, ele contou sua história ao americano Samuel A. Storrow, que finalmente publicou essa "Narrativa de Cádiz" em 1817.
Posteriormente, Adams foi para Gibraltar, onde pôde viajar de navio para Holyhead, na Ilha de Anglesey, no País de Gales. Mais tarde, Adams acabou em Londres, onde sobreviveu como mendigo.
Em novembro de 1815, Adams foi procurado por Simon Cock, da Company of Merchants Trading to Africa, que fora levado a ele por um viajante que reconheceu Adams de Cádiz. Intrigado com a perspectiva de falar com alguém que esteve em Timbuktu, Cock levou Adams ao escritório da Companhia. Lá, Adams concordou em recontar sua história em troca de finanças e segurança para viajar para casa em Nova York. Cock e companhia questionaram Adams e montaram uma narrativa desse relato; foi publicado como The Narrative of Robert Adams, em 1816.
Duas versões da história de Adams foram publicadas. A Company of Merchants Trading to Africa (também conhecida como African Company) publicou a primeira versão com base em entrevistas realizadas com Adams em seus escritórios em Londres. Esta versão foi intitulada A Narrativa de Robert Adams e incluiu uma introdução, notas e outro material de apoio. Simon Cock foi seu editor principal e Joseph Dupuis adicionou notas com base em seu encontro com Adams. O livro foi publicado por John Murray em 1816. A Narrativa lembra as narrativas de escravos da Barbary, que foram escritas por outros marinheiros naufragados que haviam sido capturados e escravizados no norte da África (ele não foi capturado pelos corsários de Barbary e passou o cativeiro na região subsaariana ao sul da Costa de Barbary). A única diferença notável na Narrativa de Robert Adams é que Adams descreve sua visita à lendária cidade de Timbuktu, muito cobiçada pelos europeus naquele tempo. Adams foi o primeiro ocidental a dar um relato completo da cidade de Timbuktu. Como escreve Frank T. Kryza, "nenhum explorador europeu esteve lá e voltou desde a Idade Média".
De acordo com a introdução de Cock à Narrativa, Adams voltou para casa em dezembro de 1815, omitindo grande parte de seu pagamento, bem como seus royalties do livro, mas prometendo retornar na primavera. Devido à natureza perigosa das travessias transatlânticas no inverno, ele deu a Cock os "detalhes de sua família" para verificar reivindicações sobre seus ganhos. No entanto, a Company of Merchants Trading to Africa's records não mostra que algum dinheiro tenha sido pago ou mantido por Adams ou sua família. A partir deste ponto, Adams desaparece do registro histórico.
A segunda versão, conhecida como "Narrativa de Cádiz", foi escrita por Samuel A. Storrow, um "cavalheiro de Boston" que Adams conheceu em Cádiz. Esta versão foi publicada como "Interiour of Africa" na North American Review em maio de 1817, com uma nota introdutória do editor Jared Sparks. Em julho de 1817, Sparks escreveu uma revisão da versão da Companhia Africana, observando as discrepâncias entre a conta de Cádiz e a versão de Londres e chamando o conto de Adams de "ficção".

## Significado
As lendas do ouro de Timbuktu se espalharam depois que Mansa Muça, mansa do Império do Mali, partiu no ano de 1324 em um haje, ou viajou para Meca, banhando ouro em todos que conheceu. Ibne Batuta, famoso viajante marroquino, visitou o Mali por vários meses de 1352 a 1353 e confirmou um suprimento abundante de ouro no reino. Essas contas se espalharam por toda a África e Europa, com muitos países europeus cobiçando ouro da cidade do Mali. As únicas pessoas que não procuravam Tombuctu eram os americanos, porque os Estados Unidos eram um país tão jovem na época.
Timbuktu era na época um grande centro comercial, com foco em sal, livros e ouro, que eram muito procurados na época. Os bens que chegavam às costas do Mediterrâneo e o sal Tegaza, no norte, eram comercializados em Timbuktu por ouro, proveniente das imensas minas de ouro de Boure e Banbuk. A prosperidade da cidade atraiu estudiosos, comerciantes e comerciantes africanos e árabes negros de todo o norte da África. O fato de a cidade ser um importante centro de comércio de mercadorias em ouro apenas aumentou sua fama, e foi esse mesmo comércio que tornou a cidade extremamente rica.
Muitas expedições fracassadas para a cidade remota de Timbuktu foram tentadas pelos seguintes exploradores: o americano John Ledyard, o inglês Simon Lucas, o irlandês Major Daniel Houghton, o scotsman Mungo Park, o alemão Frederick Hornemann, um inglês chamado Nicholls e o suíço. explorador Johann Ludwig Burckhardt. Todos eles falharam de uma maneira ou de outra, principalmente por desaparecerem no meio da expedição ou por morrerem antes de chegarem à cidade. A maioria não voltou para casa.
A história de Robert Adams sobre sua visita a Timbuktu foi altamente significativa por dois motivos:
- 1) ser uma história de um ocidental finalmente conseguindo chegar à cidade famosa, cobiçada por sua suposta riqueza e extensas reservas de ouro
- 2) porque ele teria chegado lá por acidente, e não através de uma exploração organizada.[3]

Apesar da controvérsia sobre a veracidade da história de Adams, a publicação de sua Narrativa foi considerada um triunfo para a ciência e exploração britânicas. No entanto, foi dito que Adams era americano, sua história foi contada na Inglaterra e foi lá que a Narrativa foi publicada, concedendo uma vitória internacional à Inglaterra.
Nos tempos contemporâneos, os contos de Adams são freqüentemente citados como um exemplo de escravidão branca; no entanto, dado que ele foi declarado mulato em sua história, por não haver registros contábeis para ele ou sua família em ambos os lados do Atlântico, e devido a inúmeras outras discrepâncias em sua história, sua história é aceita como tendo sido fabricada.

## Controvérsias
O relato de Adams não corresponde ao que hoje é conhecido sobre Timbuktu e é considerado uma fabricação provável.
Nunca foi encontrado nenhum rastro de Adams ou de sua família. De fato, nenhuma família, em seu nome, era conhecida no Hudson, e Adams nunca tinha sido ouvido na área. Além disso, o colecionador de Nova York, que certificou o navio, verificou que nenhum navio parecido com a descrição de Adams por Charles havia deixado seu porto declarado.
Duvidar de dúvidas na história de Adams também foi o fato de ele não possuir uma identidade nacional, racial, pessoal, de linguagem ou de nome firme, permitindo que ele passasse por sua própria história, despercebido, por exemplo, ele é "Robert Adams" e "Benjamin Rose, "ele fala inglês, árabe e 'negro'". Existem também vários buracos na história de Adams. Por exemplo, não há razão para que ele tenha sido autorizado a percorrer Timbuktu livremente por seis meses. Note-se também que Adams foi induzido, por Simon Cock, a responder perguntas sobre a região que surpreendeu os europeus por gerações. Ele tinha uma resposta para todas as perguntas feitas pelos europeus.
Levantando mais dúvidas é a maneira como Cock "encontrou" Adams, um mendigo então destituído, vagando pelas ruas de Londres em 1815, e como uma pessoa analfabeta, que nada aprendeu nos livros, sabia o número exato de dias de suas viagens, o número preciso de milhas que ele percorreu todos os dias e instruções precisas de todas as suas viagens a pé. É notável que era um fato bem estabelecido que nenhum naufrágio ocorreu ao sul de Cape Bajado naquela época. Além disso, o analfabetismo de Adams está em desacordo com o fato de os marinheiros serem substancialmente alfabetizados durante esse período.
Além disso, emprestar dúvidas à história de Adams é a "falta de arte", considerada necessária para os contadores de histórias pobres, que geralmente lhes dão a sensação da verdade. Michel de Certeau escreveu sobre essas narrativas quando vinculou a história da história à legitimação do poder político, uma prática encontrada nas culturas "ocidentais" que usavam o ato de escrever como uma ferramenta do colonialismo; escrevendo suas próprias histórias, minimizando ou erradicando as tradições dos povos nativos. Por exemplo, Dick disse sobre Adams:
"Em Adams, encontramos um indivíduo relatando viagens e aventuras, que são realmente singulares e extraordinárias, mas são contadas com a maior simplicidade e carregam fortes marcas internas da verdade. Localizados em uma região ampla e desordenada, onde um mero narrador de fábulas poderia facilmente convencer-se de que ninguém o rastrearia ou o detectaria, encontramos Adams resistindo à tentação (ninguém desprezível para um marinheiro ignorante) de excitar a maravilha dos crédulos, ou a simpatia do compassivo, preenchendo sua história com aventuras milagrosas ou imagens sobrecarregadas de sofrimento. Ao falar de si mesmo, ele não assume um grau indevido de importância. Ele é mais subordinado às circunstâncias da história, do que a sua característica proeminente; e quase toda parte de sua narrativa é estritamente de natureza e despretensiosa."
Adams, é pintado pelos críticos como um "narrador encontrado", que não é apenas incapaz de narrar uma "história contínua e direta", mas que também só pode responder a perguntas feitas a ele, primeiro por Dupuis em 1810 na África, e depois, de 1815 a 1816 em Londres, significando que os editores construíram sua "história" a partir de fragmentos. Isso, argumenta os críticos, foi feito ao ponto em que Cock trouxe um grupo de "cavalheiros científicos e respeitáveis" para entrevistar Adams, a fim de verificar detalhes e descrições geográficas da África. A história de Adams foi considerada obviamente inventada, a ponto de ser denunciada na North American Review, em 1817, que apresentou sua crítica somente depois de avaliar as duas narrativas. A crítica afirmou:
"Em nosso último número, publicamos um aviso deste livro, para acompanhar uma narrativa semelhante, que foi levada em Cádiz vários meses antes, expressando ao mesmo tempo nossa suspeita de que toda essa parte estava relacionada ao interesse interno. , e particularmente para a cidade de Tombuctoo, foi uma invenção. Propomos agora examinar o assunto de maneira mais ampla e apresentar as razões que nos induziram desde o início a considerar a história como uma ficção e uma tentativa grosseira de impor a credulidade da publicação. Para nós, de fato, isso parece tão óbvio, que não devemos considerá-lo digno de qualquer exame sério, se não despertou tanto interesse e ganhamos crença universal na Inglaterra ... Não temos tempo de perseguir Adams por todo o mundo. Improbabilidades, inconsistências e contradições de sua história. Mencionamos apenas alguns dos mais importantes, e os que não poderiam resultar de defeito de memória ou observação..."
Apesar de suas discrepâncias, supõe-se que a história de Adam tenha encontrado uma audiência devido à "simpatia e curiosidade da África" na época".